# Бобровинское сельское поселение
Сельское поселение Бобровинское — сельское поселение в составе Кораблинского района Рязанской области.
Административный центр — деревня Бобровинки.

## Население
| 2010  | 2012  | 2013  | 2014  | 2015  | 2016  | 2017  |
| ----- | ----- | ----- | ----- | ----- | ----- | ----- |
| 1346  | ↗1449 | ↗1551 | ↗1566 | ↗1574 | ↗1627 | ↗1628 |
| 2018  | 2019  | 2020  | 2021  |       |       |       |
| ↘1610 | ↘1519 | ↘1505 | ↗1718 |       |       |       |

## Состав сельского поселения
В состав сельского поселения входят 18 населённых пунктов
| №  | Населённый пункт             | Тип населённого пункта          | Население |
| -- | ---------------------------- | ------------------------------- | --------- |
| 1  | Аманово                      | село                            | 170       |
| 2  | Бобровинки                   | деревня, административный центр | 541       |
| 3  | Владимировка                 | деревня                         | 14        |
| 4  | Волкова                      | посёлок                         | 14        |
| 5  | Гальцово                     | деревня                         | 7         |
| 6  | Зимарово                     | деревня                         | 10        |
| 7  | Исаевка                      | деревня                         | 0         |
| 8  | Копцево                      | деревня                         | 37        |
| 9  | Малая Дмитриевка             | деревня                         | 0         |
| 10 | Михино                       | деревня                         | 337       |
| 11 | Моловка                      | деревня                         | 170       |
| 12 | Муратовка                    | деревня                         | 20        |
| 13 | Мурзинка                     | село                            | 9         |
| 14 | Наземное                     | деревня                         | 0         |
| 15 | Ново-Александровские Выселки | деревня                         | 0         |
| 16 | Прибытки                     | деревня                         | 4         |
| 17 | Строилово                    | деревня                         | 12        |
| 18 | Харламовка                   | деревня                         | 1         |

## Промышленность
- ООО «Пламя» (с. Аманово, ул. Новая)
- ООО им. Карла Маркса (д. Моловка, ул. Звёздная)
- ООО «Горзем» (д. Бобровинки, ул. Братьев Лукьяновых)